# Patti Kim
Patti Kim (패티 김?, Paeti GimLR, P'aeti KimMR), pseudonimo di Kim Hye-ja (김혜자?, 金惠子?, Gim Hye-jaLR, Kim HyechaMR; Seul, 28 febbraio 1938), è una cantante sudcoreana.
Accreditata per aver aiutato a diffondere la musica pop nel Paese, ha esordito nel 1959, imponendosi tra le figure di spicco dell'industria locale dell'intrattenimento per tutti gli anni Sessanta e Settanta. Appartenente alla prima generazione di cantanti coreani che si sono fatti strada nei mercati esteri, è stata la prima artista sudcoreana ad esibirsi in Giappone dopo la fine dell'occupazione coloniale e a Las Vegas al Johnny Carson Show, dove ha totalizzato otto presenze. Prima di ritirarsi dalle scene nel 2013, ha inciso oltre 2.000 canzoni su quasi 500 dischi.

## Biografia
Nata nel 1938 a Seul (ai tempi nota come Gyeongseong), Kim ha trascorso parte dell'infanzia a Siheung e nel 1956 ha vinto un concorso di pansori indetto dal primo ministro. Si è diplomata alla Jungang Girls' High School di Seul e ha esordito nel 1959 esibendosi in una base militare per i soldati statunitensi dell'Eighth United States Army, creando il proprio nome d'arte, Patti Kim, in onore di Patti Page. Ha ottenuto progressivamente popolarità grazie al carisma, al tono vocale e alle sue esibizioni, e nel 1960 è stata invitata a cantare dalla NHK giapponese, mentre tre anni dopo al Johnny Carson Show a Las Vegas, segnando le prime apparizioni a tali programmi per un artista sudcoreano. Sempre nel 1963 ha riscosso successo con The Oath of Love, rifacimento di Till, una canzone pop scritta da Charles Danvers e Carl Sigman. La collaborazione con il marito, il compositore Gil Ok-yoon, ha dato vita a 70 album e 500-600 canzoni, tra cui le hit Once April is Gone, Hymn of Seoul, Dear Maria e I Can't Forget.
Nel 1978 è stata la prima cantante pop ad esibirsi al centro culturale Sejong, e nel 1989 ha tenuto un concerto solista alla Carnegie Hall di New York. Nel 1996 le è stato conferito l'Ordine al Merito Culturale di quinta classe; è stata la seconda cantante a riceverlo dopo Kim Jeong-gu e Lee Mi-ja.
Nel febbraio 2012 ha reso nota la sua intenzione di lasciare la carriera musicale per dedicarsi alla famiglia. Il 2 giugno ha iniziato una serie di concerti d'addio all'Olympic Gymnastics Arena, che è durata un anno e si è svolta anche all'estero, concludendosi il 25 ottobre 2013 a Seul. Un mese dopo ha ricevuto l'Ordine al Merito Culturale di seconda classe.

## Vita privata
Nel 1967 ha sposato il compositore Gil Ok-yoon, dal quale ha avuto una figlia, Jung-ah; la coppia ha divorziato nel 1974, e due anni dopo Kim è convolata a nozze con l'imprenditore italo-americano Armando Ghedini, padre della seconda figlia, Camilla, anch'ella cantante.

## Riconoscimenti
- Golden Disc Award
  - 2004 – Premio alla carriera[11]